# عشاء الحمقى
عشاء الحمقى (بالفرنسية: Le Dîner de Cons)‏ هو فيلم كوميدي فرنسي من إخراج فرانسيس فيبير وبطولة جاك فيليريه، تييري ليرميت، فرانسيس هوستر، دانييل بريفوست وألكسندرا فانديرنو، صدر الفيلم في 15 أبريل 1998.

## روابط خارجية
- عشاء الحمقى على موقع IMDb (الإنجليزية)
- عشاء الحمقى على موقع ميتاكريتيك (الإنجليزية)
- عشاء الحمقى على موقع روتن توميتوز (الإنجليزية)
- عشاء الحمقى على موقع نتفليكس (الإنجليزية)
- عشاء الحمقى على موقع ألو سيني (الفرنسية)
- عشاء الحمقى على موقع Turner Classic Movies (الإنجليزية)
- عشاء الحمقى على موقع أول موفي (الإنجليزية)
- عشاء الحمقى على موقع بوكس أوفيس موجو (الإنجليزية)
- عشاء الحمقى على موقع فيلمافينيتي (الإسبانية)
- عشاء الحمقى على موقع قاعدة بيانات الأفلام السويدية (السويدية)

لم يتم العثور على روابط لمواقع التواصل الاجتماعي.